# Lapolvasó

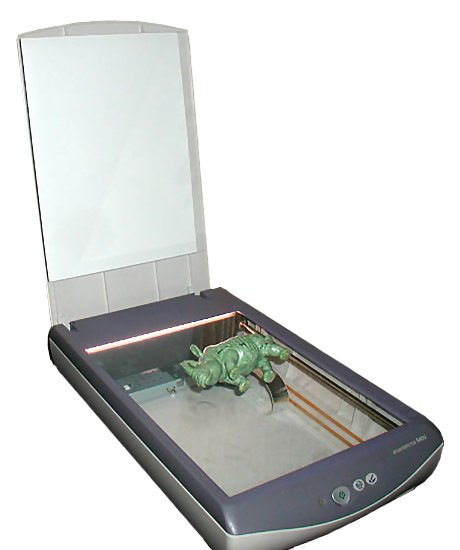
Asztali lapolvasó

A lapolvasó vagy szkenner a számítógép olyan külső berendezése, mely szöveg képként való beolvasására, képek digitalizálására, számítógépbe való bevitelére szolgál.

## Története
1960: Az első szkennerek nagymértékben térképészeti igényekre jöttek létre, s ez meghatározta azt az alapvető követelményt, hogy alkalmasak legyenek nagy (1 m fölötti) térképek digitalizálására, s egyben kiemelten törekedjenek a leképezés geometriai pontosságának biztosítására.
1970: Megjelentek az első nagy teljesítményű szkennerek, de a műszaki megoldást még nem tudták a sorszenzorokra alapozni, mivel azok akkor még nem léteztek, így a konstrukciót egyedi szenzorral (színes szkennelés esetén három egyedi szenzorral) kellett megoldani.
A nagyméretű térképeket dobra erősítették, mely a leolvasás folyamán forgott, a megvilágító berendezéssel kombinált szenzoros optika pedig a dob tengelyével párhuzamos haladó mozgást végzett. A két mozgás kombinációjából kialakuló letapogatási pálya csavarvonal jellegű volt. Amennyiben nem papír, hanem átlátszó fólia beolvasása volt a feladat, úgy a megvilágítást a tejüvegből készült dob végezte, ami a PMT (Photomultiplier tubes) technológián alapult.
1980: A következő fejlődési szakaszban a szabatos beolvasásra a síkágyas plotterek mintájára készült síkágyas szkennereket alkalmazták elsősorban. A kocsira szerelt, színenként alkalmazott, egyedi vagy sordetektorok és megvilágító berendezéseik kétirányú mozgását egy mozgó híd X irányú, illetve a hídon lévő kocsi Y irányú mozgatásával érik el a léptetőmotorok.
1990: A szkennerek gyors elterjedéséhez azonban egy másik szakterület által gerjesztett igény a felelős: a web, illetve a digitális fényképezés. Ennek hatására a '90-es évek elejétől-közepétől ez az input eszköz a háztartásokban már teljesen hétköznapi volt.

## Működése
A lapolvasó feladata: a látható információt digitális információvá alakítsa át. Aztán a már gépben lévő információt a legkülönfélébb programok segítségével fel lehet dolgozni.
A képdigitalizáló, vagy angol nevén scanner (magyarítva szokás ezért szkennernek is nevezni) lehetővé teszi, hogy ábrákat, szöveges dokumentumokat képként a számítógépbe juttassunk. Amennyiben szöveget digitalizálunk vele, akkor abból még csak kép lesz, amit OCR programmal át kell alakítani szöveggé.
- Alapelemei:
  - képdigitalizáló (pl. CCD, CMOS, CIS)
  - fényforrás (LED, fénycső)
  - általában tükör és/vagy lencse
  - kommunikációs interfész és egyéb képfeldolgozó elektronika
  - kivételtől függően egyéb, pl. síkágyas szkenner esetén üvegfelület (ahová a beolvasandó anyagot tesszük), mozgató mechanika
- Működése: Az olvasófejet a léptetőmotor bordásszíj segítségével mozgatja fémsíneken az üveglap alatt. A fejegység fénycsöve alulról megvilágítja a beolvasandó anyagot, majd a visszavert fényt a tükör (vagy tükrök) segítségével egy lencsén keresztül (amely a kép kicsinyítését végzi) a szkenner belsejében található, fix pontra rögzített CCD érzékelőre fókuszálja; majd az érzékelő digitális képpé alakítja a beérkező fényt.
  - A másik lehetséges működési elv a LED-es megvilágítás. A CIS, azaz Compact Image Sensor (kompakt képérzékelő) már nevével is a kisebb méretű, kisebb helyigényű fejegységre utal. Ebben az esetben a fejegység nem tartalmaz tükröt, mert az érzékelő itt már benne van. A megvilágítást három különböző színű LED-ek sorával (RGBRGBRGBRGB…) oldják meg. Itt a fehér fényt az RGB (vörös, zöld és kék) színekből keverik ki. Előnye a fénycsöves megoldással szemben, hogy jóval szerényebb a helyigénye (laposabb szkennerek kivitelezése is lehetséges), jó a beolvasott kép élessége, és kevesebb áramot igényel. Természetesen nem maradnak el a rossz tulajdonságok sem: az olvasófejet a kisebb fényerő miatt közelebb kell vinni a beolvasandó felülethez. A szűkebb fényspektrum okozta pontatlanabb színhűség sem elhanyagolandó tény. Az alulról megvilágított olvasást reflexiós eljárásnak nevezzük (visszavert fényt használ a készülék a képalkotáshoz). A transzmissziós megoldást filmek, diák, negatívok beolvasásához használják. Ez esetben nem a fejegység része világítja meg alulról a beolvasandó felületet, hanem a felülről érkező, a beolvasandó anyagot átvilágító fény képe kerül az érzékelőre.
- Az adat beolvasásának folyamata: A szkenner CCD elemeket használ a képek kezelésére, ugyanúgy, mint a kamerák. A CCD egy optoelektronikai eszköz, mely a fényt kondenzátortöltéssé alakítja, amit aztán ki kell olvasni és fel kell dolgozni egy céláramköröket tartalmazó chip-nek. Minél nagyobb felbontást akarunk elérni, annál több CCD egységet kell egy sorba beszerelni. A képet egy speciális fénycső világítja meg, majd az onnét visszaverődő fényt egy lencsékből és prizmákból álló optikai eszköz vetíti a CCD érzékelőre. A CCD-ből, az optikai és megvilágító egységből álló rendszert a szkenner kialakításától függően kell a kép felett végigvinni. Ezt egy léptetőmotor automatikusan hajtja végre.

A dokumentumszkenner működése: A normál szkennerek és a dokumentum szkennerek közötti alapvető különbség az, hogy míg a normál szkennerek esetében a szkennelendő papírlap áll és az olvasófej mozog, addig ez a dokumentum szkennereknél pont fordítva működik. A dokumentum bekerül egy mozgó pályára és elhalad az álló szkennelő modul(ok) között. A pályát motor hajtja a dokumentumok pedig görgők sorozatán haladnak keresztül. A szkennelő modulokban helyezkednek el a tükrök, az objektív és a CCD fej. 
Egy szkennelő modul esetén a dokumentum egyik oldalát tudjuk beolvasni, két szkennelő modul esetén (alul-felül egy-egy) pedig egyidőben olvasható be a papírlap mindkét oldala. Fontos eleme a dokumentumszkennernek a lapadagoló egység, amelybe akár 1000 db lapot is tehetünk, ahonnan egy speciális mechanikus egység egyenként húzza be a dokumentumokat a készülékbe.

## Fajtái
Lapkezelés szempontjából a ma használt készülékek főbb kialakítási formái:
- Rollszkenner: A képet a szkenner húzza keresztül az olvasó egység felett, tehát a kép mozog. Némelyik típusnál a papírvezető feltétet le lehet venni, és így olyan képeket is be tud olvasni, amit egyébként nem tudna behúzni. Egy ilyen készülék képe:
- Kézi szkenner: A szkennert kézzel kell a képen végighúzni. Az ilyen gépek alakja igen változatos lehet. A karmesterpálca méretű csupaszított handy-szkenner akár 4 másodperc alatt olvas be egy A4-es oldalt, függetlenül működve 100 oldalt tárol memóriájában. Felbontása 400 dpi körül van, ami elég rossz és kezelése is bonyolult. Pozitív tulajdonsága a kedvező ár. Egy ilyen készülék képe:
- Síkágyas szkenner: A képet a tárgytartó üvegre kell rakni, és az olvasó egység halad alatta végig. A jobb készülékekhez dia feltétet is adnak, vagy az opcióként külön megvehető. Optikai felbontása általában 2200 x 4800 dpi, míg színmélysége 48 bit körül van.
- Diaszkenner: Csak dia és fotónegatív beolvasására használható. Ha egy ezzel a rendszerrel működő számítógéphez még egy színes fotónyomtatót is csatlakoztatunk, akkor olcsón készíthetünk színes nagyításokat diáról vagy negatívról. Az optikai felbontása 1800x1800 dpi (4,2 millió pixel), míg szoftveresen akár 19200x19200 dpi-vel is elboldogul. Így egy-egy diáról vagy filmről igen jó minőségben készíthetünk digitális másolatot. Beolvasási sebessége 10-35 másodperc, az előképet 10 másodperc alatt hozza létre. Negatív beolvasásakor használni kell a szkennerhez kapott diafeltétet, amin van egy sötétebb ablak a dia helyén kívül. A szkenner ezen a sötétebb ablakon állítja be a színeket, ezért ha nem használjuk a feltétet (csak rányomjuk a negatívot), akkor rosszabb minőségű színeket kapunk. Egy ilyen készülék képe:
- Kameraszkenner: A dokumentumot egy fölötte álló (lefelé néző) fényképezőgép fényképezi le. Egy példa: [1]
- Dokumentumszkenner: A dokumentumszkennerek alapvetően nagy mennyiségű dokumentumok beolvasására lettek kifejlesztve. Az így beolvasott dokumentumokat archiválási célokra mentik le, vagy OCR (karakterfelismerő) alkalmazásoknak adják tovább, amikor is a beolvasott képfájlt ismét karakteres anyaggá konvertálják vissza. A munka típusából adódóan elsősorban fekete-fehér képet kell produkálniuk, de ma már szinte az összes ilyen készülék képes a színes kép előállítására is. („dualstream” esetében ezt egyidőben végzik) A dokumentumszkennerekben a szkennelőfejek állnak, a dokumentumok pedig egy zárt pályán mozogva elhaladnak a szkennelőfejek között, így keletkezik a kép. Sebességére jellemző, hogy akár 200 lap/perc sebességgel is képes működni (Kodak i1860). A legújabb dualstream technológia segítségével egyidőben egy fekete-fehér és egy színes kép is létrejön akár a dokumentum mindkét oldaláról, ami 4 db képet jelent dokumentumonként. Így ha az előzőleg megismert sebességgel (azaz 200 lap/perc) ezt megszorozzuk, percenként akár 800 db képfájl keletkezik, amit a szkennelő munkaállomásra kell továbbítania. Régebben SCSI-kapcsolatot használtak ennek az adatfolyamnak a biztosítására; napjainkban ezt felváltotta a FireWire és az USB kapcsolat. Az első dokumentumszkennereket a képalkotásban mindig is úttörő szerepet játszó Kodak alkotta meg a mikrofilmes készülékek továbbfejlesztéseként.[2]
- Könyvszkenner. Újabban léteznek olyan szkennerek is, amelyek az automatikus lapozás révén képesek komplett könyveket beolvasni. Ezek közé tartozik az Alexandria fejlesztése, amely egy 45 fokban kinyitott könyvet be tud olvasni, valamint az osztrák Treventus cég ScanRobot nevű gépe, amely 60 fokban nyitja ki a könyvet. (Ez régi könyvek másolásánál nagy segítség, hisz nem kell szétnyitni teljesen, így nem fog károsodni.) Az Alexandria gépe torzításmentesen dolgozik, a bemásolt kép nem szorul utólagos korrekcióra; felbontása 300-650 dpi (A4-es lapméret esetén).[forrás?] A Treventus készülékével egyetlen óra alatt egy 2400 oldalas könyvet is be lehet olvasni (ez 4-5-szöröse a manuálisan elérhető legnagyobb sebességnek), és mivel a lapot nem folyamatosan világítja meg, a régi munkák kevésbé károsodnak az eljárás során.[3]

## A szkenner tulajdonságai
A szkenner főbb paraméterei:
- felbontás
- a számítógéphez való csatlakoztatáshoz használt illesztőfelület
- a megkülönböztetett színek száma
- a beolvasható adathordozó típusa és nagysága
- jel-zaj viszony
- Felbontás: A képdigitalizáló felbontása attól függ, hogy egy adott területet hány képpontra tud bontani. Nyilván minél többre, annál élesebb képet kapunk, viszont annál több képpontot kell tárolni egy adott méretű képről, vagyis annál nagyobb helyet igényel a kép tárolása, és annál lassabb lesz a beolvasás is. Egy adott képdigitalizáló több felbontást ismer, amelyek között a kezelőprogramban lehet választani. A kész kép elmentésének formátuma is a kezelőprogramban választható. A felbontást a dpi mértékegységgel szokás megadni, amely az angol Dot Per Inch rövidítése, vagyis a hüvelykenkénti pontok számát adja meg. A problémát az jelenti, hogy a valóság átmenet nélküli színeit kell leképezni korlátozott számú színre, másrészt a szkennerek optikai felbontása is korlátozott. A legmodernebb szkennerek képesek a több ezer dpi-s felbontásra is. Ezt nyomdákban és fotónegatív feldolgozásához használják.
- A szkennereknél kétféle felbontást szoktak megadni:
  - Optikai felbontás:

Az optikai felbontás a szkenner által valóban megkülönböztethető képpontok száma. Szoftveres úton tovább lehet finomítani a felbontást és így valamivel jobb képet tudunk létrehozni.
- - Interporált felbontás:

Megmutatja a gép felbontási-teljesítményét. Ez olcsóbb gépeknél 300-700 dpi, félprofi gépeknél 700-1400 dpi (ez már bőven elég egy átlagos felhasználónak).
- Színmélység: A beolvasó az átalakítás során a képet apró pontokként kezeli, és minden képpontnak meghatározza a színét. A digitalizálás annál jobb hatásfokú, minél több képpontot különböztetünk meg egységnyi felületen, illetve minél nagyobb számú különböző színt érzékel.

A mai lapolvasók általában 48 bitnyi színárnyalat digitálizálására képesek, amelyet kontraszt, fényerő görbékkel történő módosításokra felhasználva optimális 24 bitnyi színárnyalatot kapunk. A 24 bit 16,7 millió színárnyalatot jelent, amely megfelele az emberi szem által érzékelhető színek számának.
A lapolvasók nagy része alkalmas A4-es lapméret beolvasására.

## Ajánlott irodalom
- Renkecz Anita: A képalapú digitalizálás elmélete és gyakorlata a könyvtárakban, főként a 3. fejezet (gyakorlati vetületei)